# مغنولية جذابة
ماغنوليا جذابة (الاسم العلمي: Magnolia amoena) هي نوع من النباتات تتبع جنس الماغنوليا من الفصيلة الماغنولية.